# ابوالقاسم روحی سرخکلایی
ابوالقاسم روحی سرخکلایی (زادهٔ ۱۳۴۰ در ساری) نمایندهٔ حوزهٔ انتخابیهٔ ساری در دورهٔ هفتم مجلس شورای اسلامی و عضو کمیسیون اقتصادی مجلس بوده‌است. وی پیش‌تر در دورهٔ پنجم نیز عضو این مجلس بود.